# Чистяков, Павел Иванович
Павел Иванович Чистяков (1867—1959) — русский и советский медик-офтальмолог, учёный и педагог, заслуженный деятель науки РСФСР (1943).

## Биография
Родился 14 августа (по другим данным 15 августа) 1867 года в селе Комское Минусинского уезда Енисейской губернии в семье пономаря. Отец рано умер, и семья Чистяковых жила в нужде.
В 1876 году Павел поступил в духовное училище, затем — в духовную семинарию, которую окончил в 1888 году. После этого в течение восьми лет он трудился в качестве народного учителя. В 1896 году решил продолжить своё образование и поступил на медицинский факультет Томского университета. Принимал активное участие в студенческой забастовке и был исключен, но вскоре был восстановлен.
В 1902 году Павел Чистяков окончил университет и был оставлен в ординатуре при глазной клинике, затем работал ассистентом. В 1909 году он защитил диссертацию на степень доктора медицины на тему «О хирургическом лечении трахомы» и в течение следующих десяти лет работал приват-доцентом Томского университета. В 1910 и 1914 годах выезжал за границу с целью изучения опыта европейских клиник — был в Австрии, Германии, Швейцарии.

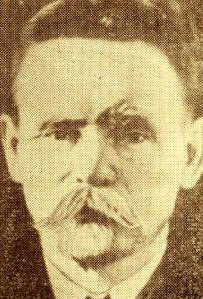
Павел Иванович Чистяков

В Томске работал по 1923 год. До Октябрьской революции имел чин коллежского советника. Принимал участие в организации врачебных съездов в Сибири, в редактировании медицинских журналов «Сибирский врач» и «Сибирский медицинский журнал». Был награждён орденом Св. Станислава 3-й степени (1911) и медалью «В память 300-летия царствования дома Романовых» (1913).
С 1923 года работал в Перми, где заведовал глазной клиникой до конца своей жизни. В клинике была развернута работа по организации лечения многих глазных заболеваний, велись исследования по глазному травматизму. П. И. Чистякову принадлежит более 80 работ. Он подготовил четырёх докторов и одиннадцать кандидатов наук. Его ученики возглавляли кафедры в Саратове, Львове, Архангельске, Томске.
В 1923—1930 годах был профессором, а в 1925—1928 годах возглавлял деканат медицинского факультета Пермского университета. Когда в 1931 году медицинский факультет университета был выделен в Пермский медицинский институт, Чистяков стал его профессором.
В годы Великой Отечественной войны П. И. Чистяков работал в клинике и проводил консультации в эвакогоспиталях. Занимался общественной деятельностью, долгое время работал председателем Пермского научного общества, неоднократно избирался депутатом Пермского городского совета. В советское время был награждён двумя орденами Ленина, орденом Трудового Красного Знамени и медалями.
Умер 20 сентября 1959 года в Перми. Был похоронен на Егошихинском кладбище города у Успенской церкви.
В Государственном архиве Пермского края имеются документы, относящиеся к П. И. Чистякову.

## Память
- В 1960 году постановлением Совета Министров РСФСР клиника глазных болезней Пермского мединститута была названа его именем[2].
- В 2008 году на территории Пермской краевой клинической больницы состоялось торжественное открытие памятника П. И. Чистякову[2].